# Robert C. Rore

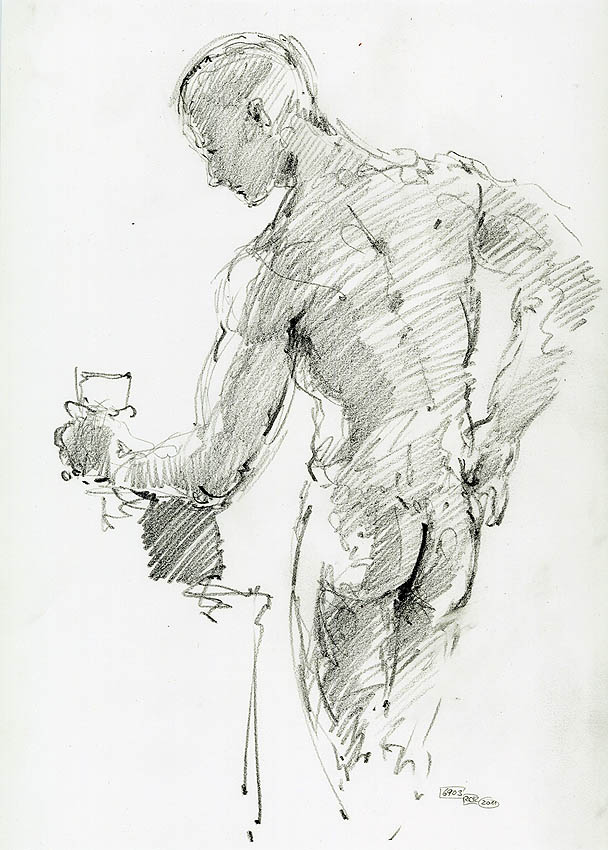
Robert C. Rore: Rückenansicht eines Mannes", Bleistifte auf Papier, 42 × 33 cm, 2011

Robert C. Rore (* 1954 in Salzberg, heute zu Berchtesgaden) ist ein deutscher Maler und Zeichner.

## Leben
Rore absolvierte eine Ausbildung zum Chemotechniker und arbeitete im Institut für Radiochemie der TU München in Garching. Anschließend begann er ein Studium der Kunstgeschichte und wurde auf Einladung eines Professors der Akademie der Bildenden Künste München als Gasthörer zum Aktzeichnen zugelassen. Seine künstlerischen Werke zeigte er erstmals 1982 in einer Einzelausstellung in München, womit seine Tätigkeit als freischaffende Künstler begann und er in den Berufsverband bildender Künstler aufgenommen wurde. Seit 1985 ist er Dozent für Malerei an der Volkshochschule München und unterrichtet er an verschiedenen Sommerakademien.
Zahlreiche Einzelausstellungen und Ausstellungsbeteiligungen im In- und Ausland, darunter Deutschland, Österreich, Niederlande und die USA. Einzelausstellungen waren beispielsweise in Berchtesgaden und Starnberg, an Ausstellungen in den Kunstvereinen in Würth bei Karlsruhe, Gräfelfing bei München und Aschau im Chiemgau.
Er arbeitete neben seiner freien künstlerischen Tätigkeit als Illustrator für verschiedene Verlage und Unternehmen (Glaspalast Edition, Augsburg / Bayerland Verlag, Dachau / Lauenstein Confiserie / ADAC). Seit 1995 betreibt er ein eigenes Atelier in München

## Werk

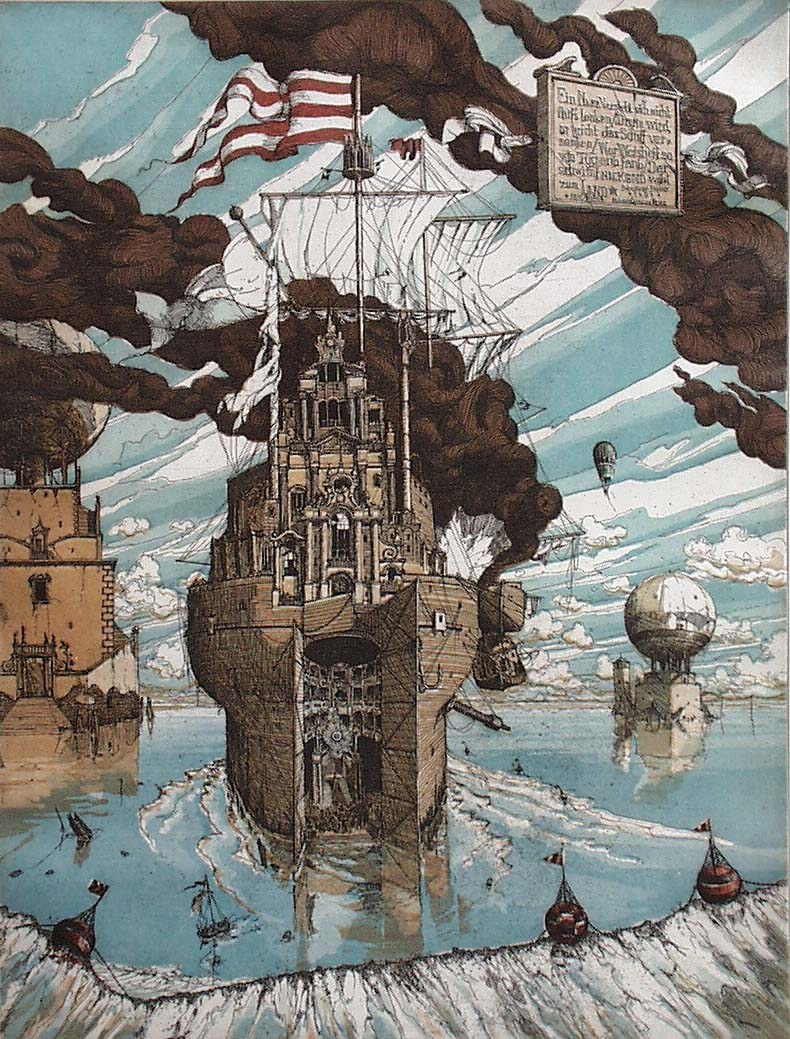
Robert C. Rore: "Das Narrenschiff", Radierung von drei Platten, 40 × 30 cm, 1985

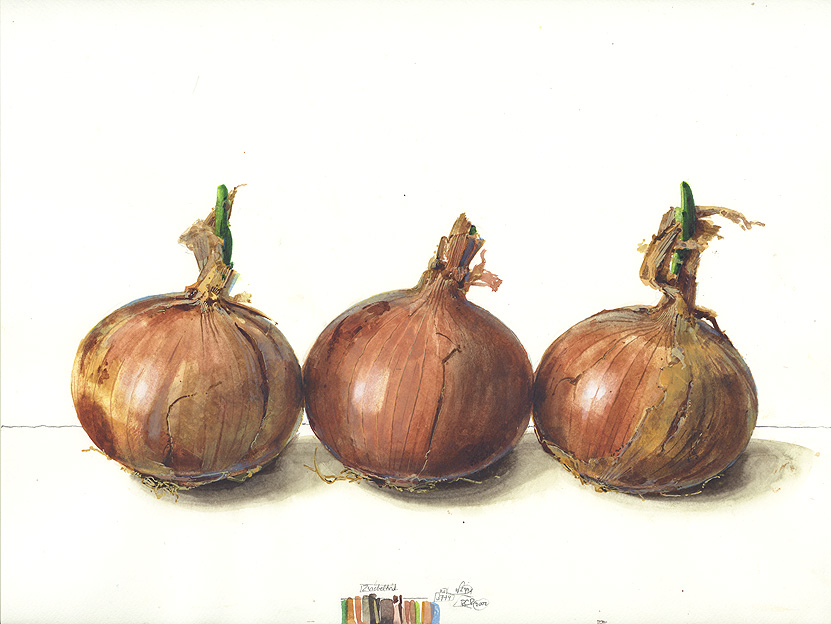
Robert C. Rore: "Zwiebeltrio", Aquarell auf Papier, 30 × 40 cm, 2002

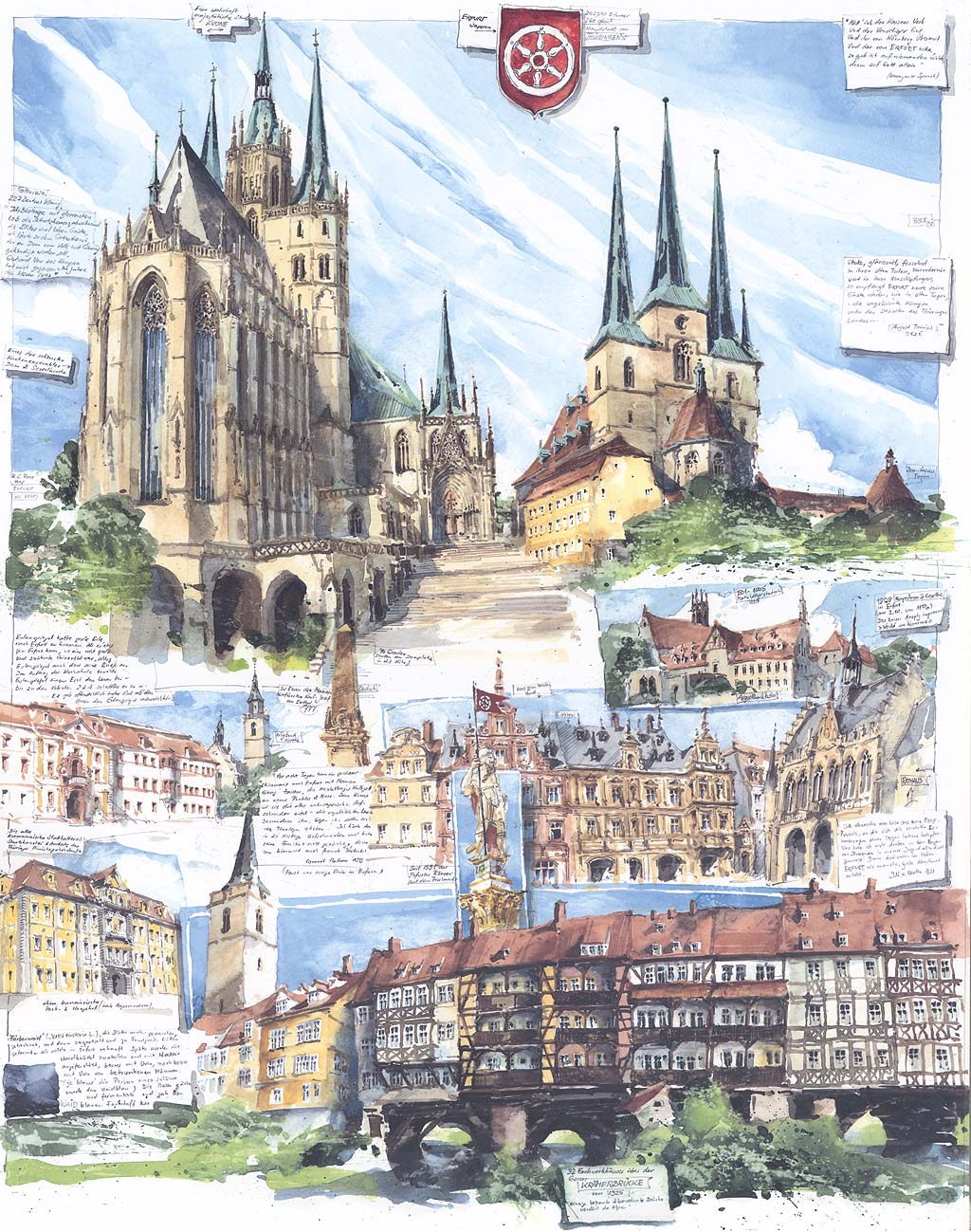
Robert C. Rore: "Erfurt", Aquarell auf Papier, 54 × 44 cm, 1998

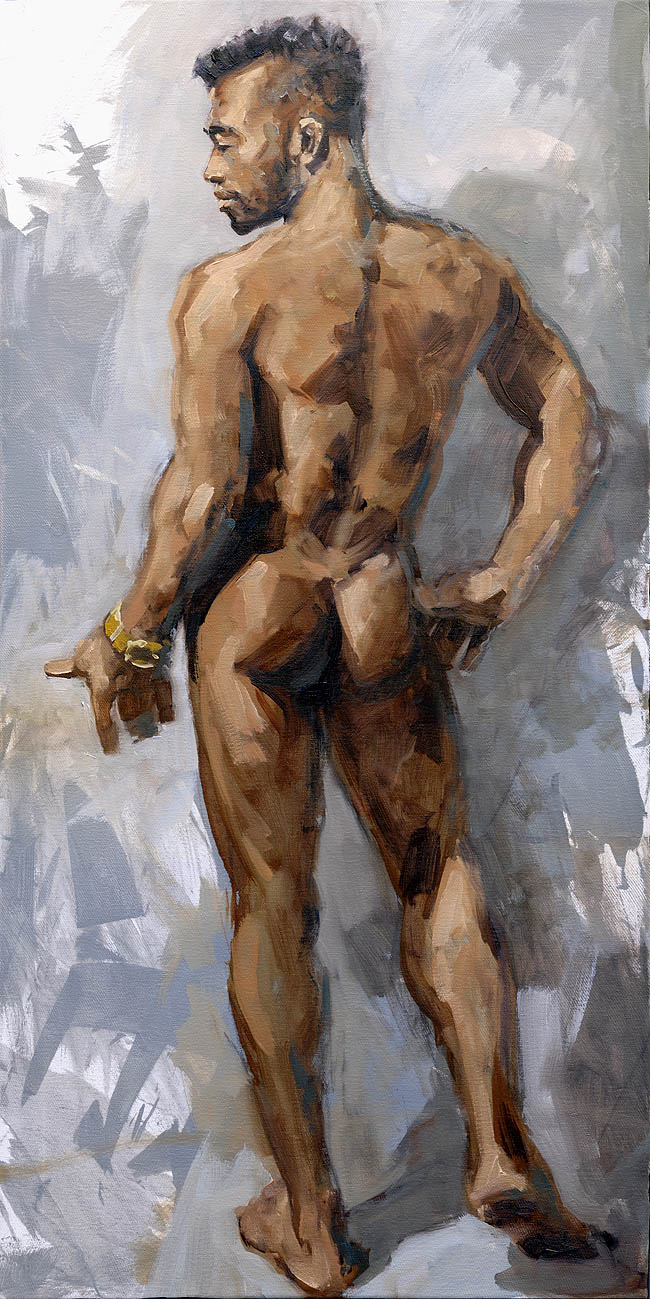
Robert C. Rore: "Stehender junger Mann", Oel auf Leinwand, 100 × 50 cm, 2016

Robert C. Rore begann mit surrealistischen Motiven (ab 1970) und entwickelte sich mit lockerer werdenden Strich zu Serien an Buntstiftzeichnungen z. B. 1981 zu H.C. Artmanns neobarocken Gedichtzyklen wie „Vergänglichkeit und Auferstehung der Schäfferei, XXV Epigrammata in teutschen Alexandrinern gesetzt“. Erste Bilder in Radiertechnik entstanden in kleinen Auflagen und 1985 dann der Radierzyklus „Der Flug des Ikarus“ in der Rore neobarocke Fabulierlust mit surrealistischen Elementen kombiniert.
Parallel dazu setzt ab 1985 eine Entwicklung ein, sich auf Stillleben zu konzentrieren, speziell Aquarelle in hyperrealistischer Technik. Die Reduktion auf das Dargestellte, meist ohne Beiwerk, verbunden mit stupender Aquarelltechnik ließ die anfänglich eher zu ernsten Studien-Anmutung der Bilder   weit hinter sich. Der spanische Barockmaler Juan Sánchez Cotán kommt als künstlerisches Vorbild in Betracht.
Wurden diese Arbeiten schon früh erfolgreich auf vielen Ausstellungen gezeigt, blieben die Städteansichten und Porträts zuerst eher unbeachtet. Ab 1995 entstanden viele Städteansichten deutscher Städte, die dann als Poster in den Handel kamen.
Mit der Übernahme eines großen Ateliers in 1995 in München, konnte R. C. Rore dann sich auch der größerformatigen Radierung zuwenden. In Folge entstanden diverse Radierserien auch in aufwendiger Farbtechnik von mehreren Platten. Dann erste großformatige Bilder in Öl auf Leinwand. Es entstehen immer mehr Bilder die sich mit Menschen beschäftigen, speziell der Darstellung von Männern. Der Stil hat sich abermals gewandelt hin zu impressionistischer Malweise und lassen hier an den spanischen Maler Joaquín Sorolla denken. Da Rore viel mit Modellen arbeitet, sind sehr viele Porträt- und Aktzeichnungen entstanden. Zudem eine große Zahl an Zeichnungen speziell mit Buntstiften.
In den Jahren 2011/12 entstand ein vielteiliges Polyptichon in zwei großen ( etwa 5 × 3 m) gegenüber hängenden altarähnlichen Bildserien zum Thema „Prometheus“ für den Eingangsbereich eines Bürogebäudes in Augsburg. Ironisch gebrochen erscheinen hier die Männer als Helden (Prometheus et Co) um die eine, einzige Frau (Pandora) kreisend.
Rores Männerdarstellungen fallen insofern auf, da sie in der Kunstgeschichte eher wenig Vorbilder haben und (im Gegensatz zu Werken wie z. B. Tom of Finland) erotisch wirken aber nie pornografisch sind. Im Besonderen sind Rores Buntstiftzeichnungen von Männern in ihrer Intimität und Subtilität von besonderem Reiz.
Im Jahr 2007 gestaltete er zwei Tafeln des Integrationsmaibaums im Münchener Glockenbachviertel.
2012 nahm er zu seinem Schaffen im Meet the Artists Stellung.

## Veröffentlichungen
- Jutta Langreuter: An einem himmelblauen Tag in München. Eine spannende Geschichte. Mit Bildern von Robert C. Rore. Ars-Edition, München 1990, ISBN 3-7607-7649-3 (englische Ausgabe unter dem Titel One Fine Day in Munich. Ars-Edition, München 1990, ISBN 0-86724-166-7)
- Robert C. Rore: MannsBilder. Anderland, München 1998, ISBN 3-926220-79-1
- Robert C. Rore: Stilleben. Mit einem Beitrag von Peter Stephan. Anderland, München 1999, ISBN 3-926220-86-4
- München – Ein Skizzenbuch. Aquarelle, Zeichnungen und Bildkommentare von Robert C. Rore. Texte von Lillian Schacherl. Glaspalast-Edition, Augsburg 2004, ISBN 3-935015-00-3
- Robert C. Rore: Die Rheinreise. Ein Skizzenbuch. Aquarelle und Zeichnungen. Glaspalast-Edition, Augsburg 2006, ISBN 3-935015-01-1
- Robert C. Rore: Starnberger See-Skizzen. Hrsg. von Astrid Schäfer. Bayerland, Dachau 2008, ISBN 978-3-89251-389-6
- Robert C. Rore: Carioca lury: Zeichnungen mit einem männlichen Modell / Drawings of a Male Model Glaspalast-Edition, Augsburg 2010, ISBN 978-3-935015-03-5
- Boris von Brauchitsch (Autor), Robert C. Rore (Künstler), Arnold Stadler (Vorwort): Männerbilder / Portraits of Men Edition Braus, Berlin 2011, ISBN 978-3-86228-023-0

## Filmporträt
- arte metropolis: Atelier: Die Männerbilder des Robert C. Rore, 6. Mai 2014